# Russian Telecommunications Development Corporation
Russian Telecommunications Development Corporation (RTDC) är ett företag som  investerar i och driver telekommunikationsbolag.  
Företaget grundades 1993 och är ett dotterbolag till US West International. År 2006 ägde RTDC bland annat 75 procent av aktierna i Green Network AB. 